# Istituto nazionale di astrofisica
L'Istituto nazionale di astrofisica (INAF) è il principale ente di ricerca pubblico italiano per l'astronomia e l'astrofisica. Raccoglie l'eredità culturale, e anche storica, degli osservatori astronomici e degli istituti italiani già del CNR che vi afferiscono.
Il campo delle ricerche svolte in ambito INAF si estende a tutto l'arco delle scienze dell'Universo, dagli studi del sistema solare alla cosmologia, sia dal punto di vista osservativo e sperimentale che teorico. L'INAF mantiene anche una stretta collaborazione con gli altri organismi che svolgono ricerca astronomica in Italia e all'estero, in particolare con l'Istituto nazionale di fisica nucleare (INFN), per l'astrofisica delle particelle, l'ASI, l'ESA e la NASA.

## Storia
L'INAF viene creato, come ente di ricerca non strumentale ad ordinamento speciale, con il Decreto legislativo 23 luglio 1999, n. 296 e, regolamento nel 2001, raggruppa i 12 Osservatori Astronomici distribuiti sul territorio, con sede a Roma. Il primo Presidente è Giancarlo Setti.
Nel Gennaio 2002 a seguito di una profonda ristrutturazione del CNR, i quattro Istituti IFC Milano, ITESRE Bologna, IAS Roma e IFCAI Palermo divennero un solo Istituto, lo IASF (Istituto di Astrofisica Spaziale e Fisica Cosmica) con sede a Roma presso il "vecchio" IAS e tre Sezioni distaccate a Milano, Bologna e Palermo. Direttore dello IASF unificato fu nominato Gabriele Villa.
Nel 2003 a seguito di una riforma della ricerca voluta dall'allora Ministro della Ricerca Letizia Moratti (con il riordino dell'istituto tramite Decreto legislativo 4 giugno 2003, n. 138), iniziano le procedure di distacco dello IASF dal CNR per confluire nel nuovo INAF assieme ai dodici Osservatori. Con il decreto n.138 confluiscono nell'INAF anche l'Istituto di Radioastronomia (IRA) e l'Istituto di Astrofisica dello Spazio Interplanetario (IFSI).
Il primo Settembre del 2005, si completa il passaggio dello IASF dal CNR all'INAF e le quattro sezioni dello IASF ridivennero quattro Istituti indipendenti.
Nel 2012 IFSI e IASF Roma sono stati accorpati in un nuovo Istituto denominato IAPS (Istituto di Astrofisica e Planetologia Spaziali), appartenente all'INAF.
Dal 2016 è attiva PRISMA (Prima Rete Italiana per la Sorveglianza sistematica di Meteore e Atmosfera) in collaborazione con l'analoga rete francese FRIPON per la rilevazione dei bolidi che solcano i cieli italiani e per la ricerca delle meteoriti al suolo.
Nel 2023 è iniziata la pubblicazione della rivista semestrale "Universi", che presenta le attività e i risultati dell'Istituto nazionale di astrofisica.

## Organizzazione
L'INAF conta oltre 1 200 dipendenti, operanti in 16 unità di ricerca oltre alla Sede centrale:
- Osservatorio di astrofisica e scienza dello spazio di Bologna
- Istituto di radioastronomia di Bologna
- Osservatorio astronomico di Cagliari
- Osservatorio astrofisico di Catania
- Osservatorio astrofisico di Arcetri (Firenze)
- Osservatorio astronomico di Brera (Milano)
- Istituto di astrofisica spaziale e fisica cosmica di Milano
- Osservatorio astronomico di Capodimonte (Napoli)
- Osservatorio astronomico di Padova
- Osservatorio astronomico di Palermo
- Istituto di astrofisica spaziale e fisica cosmica di Palermo
- Osservatorio astronomico di Roma
- Istituto di Astrofisica e Planetologia Spaziali di Roma[9]
- Osservatorio astronomico d'Abruzzo
- Osservatorio astrofisico di Torino
- Osservatorio astronomico di Trieste

Oltre alle unità di ricerca, l'INAF comprende anche numerose stazioni osservative, una delle quali alle Canarie:
- Stazione osservativa di Cima Ekar (Asiago)
- Stazione radioastronomica di Medicina (Bologna)
- Radiotelescopio di Noto (Libero consorzio comunale di Siracusa)
- Sardinia Radio Telescope, San Basilio (Sardegna)
- Telescopio nazionale Galileo (Isole Canarie, Spagna)

## Presidenti
- Roberto Ragazzoni (aprile 2024 - in carica)[11]
- Marco Tavani (ottobre 2020 - aprile 2024)[12]
- Nicolò D'Amico (novembre 2015 - settembre 2020)[13][14]
- Giovanni Bignami (agosto 2011-novembre 2015)[15]
- Tommaso Maccacaro (febbraio 2008-agosto 2011)[16]
- Sergio De Julio (commissario straordinario, aprile 2007-gennaio 2008)
- Piero Benvenuti (commissario straordinario, poi presidente giugno 2003-aprile 2007)
- Giancarlo Setti (2000-2003)

## Collaborazioni internazionali
Tra le numerose interfacce internazionali che vedono direttamente coinvolto l'INAF vi sono:
- lo European Southern Observatory (ESO), di cui l'Italia è diventata Stato membro dal 1982;
- il complesso degli osservatori astronomici ubicati nelle Isole Canarie: l'osservatorio del Teide e l'osservatorio del Roque de los Muchachos. In quest'ultimo osservatorio opera dal 1998 il Telescopio Nazionale Galileo (TNG), di 3.6m di diametro, che è il più grande telescopio ottico di proprietà dell'INAF;
- il Large Binocular Telescope (LBT), sviluppato in collaborazione con gli Stati Uniti d'America e la Germania;
- l'interferometria a lunghissima base (VLBI), la rete di radiotelescopi estesa su tutti i continenti che effettua le più precise osservazioni dell'Universo nelle frequenze radio.

L'INAF, in rappresentanza della comunità italiana, partecipa inoltre al consorzio europeo OPTICON (Optical and Infrared Coordination Network for Astronomy), finanziato dall'Unione europea e finalizzato a elaborare piani di intervento coordinato a livello europeo in settori avanzati della ricerca astronomica, nonché al progetto EGEE, per lo sviluppo di una GRID di calcolo per la ricerca e l'industria europea.
I ricercatori dell'INAF sono altresì applicati allo sviluppo dei programmi scientifici e alle ricerche condotte con le missioni spaziali dell'Agenzia Spaziale Italiana (ASI), dell'Agenzia Spaziale Europea (ESA) e della NASA.